# Luigi Albanese
Luigi Albanese, detto Lewis (Cornedo Vicentino, 27 aprile 1946 – Vietnam, 1º dicembre 1966), è stato un militare statunitense nato in Italia.
Caporale Maggiore dell'esercito degli Stati Uniti durante la Guerra del Vietnam, ha ricevuto la Medal of Honor per l'azione nella quale ha liberato il suo plotone finito sotto il fuoco dei cecchini.

## Biografia
Luigi Albanese nacque a Cornedo Vicentino nel 1946, per poi emigrare con i genitori negli Stati Uniti all'età di due anni. Si laureò alla Franklin High School a Seattle per poi lavorare brevemente per la Boeing. Il 26 ottobre 1965 si arruolò nell'esercito degli Stati Uniti. Ricevuta la formazione di base a Fort Carson (Colorado) venne assegnato al 7 ° Cavalleggeri che faceva parte della Prima Divisione di Cavalleria ed inviato in Vietnam nell'agosto del 1966.
Nel dicembre 1966, mentre era di pattuglia nella Repubblica del Vietnam con la compagnia B del 5° Battaglione cavalleria, la sua unità fu oggetto di un pesante attacco a fuoco da posizioni nemiche nascoste. Durante il combattimento che ne seguì, Albanese riuscì a uccidere otto cecchini nemici prima di venire ferito a morte. Il suo sacrificio permise alla sua unità di oltrepassare il luogo dell'agguato per questo motivo il 16 febbraio 1968 il Pentagono gli conferì la Medal of Honor come riconoscimento postumo.
Il corpo è sepolto a Seattle nel Parco alla Memoria Evergreen Washelli Memorial Park. La sua lapide si trova al numero 12E, riga 131. Il suo nome si trova anche all'interno del Vietnam War Memorial. Nel 2014 nel suo paese natale è stata intitolata una via a suo nome.

## Onorificenze
Citazione: